# فاتيما بلازكز
فاتيما بلازكز (بالإسبانية: Fátima Blázquez)‏ هي دراجة إسبانية، ولدت في 14 مايو 1975 في سلامنكا في إسبانيا.

## وصلات خارجية
- فاتيما بلازكز على موقع أرشيف الدراجات (الإنجليزية)
- فاتيما بلازكز على موقع إحصائيات الدراجات الإحترافية (الإنجليزية)
- فاتيما بلازكز على موقع نسبة الدراجات (الإنجليزية)
- فاتيما بلازكز على موقع CycleBase (الإنجليزية)
- فاتيما بلازكز على موقع اتحاد الترياتلون الدولي (الإنجليزية)
- فاتيما بلازكز على موقع اللجنة الأولمبية الدولية (الإنجليزية)
- فاتيما بلازكز على موقع أوليمبيديا (الإنجليزية)